# Esequie di sant'Alessandro
Esequie di sant'Alessandro è un dipinto olio su tela di Carlo Ceresa realizzato nel 1639 e conservato nella cappella dedicata a sant'Alessandro patrono della città di Bergamo della chiesa di Santa Grata in Columnellis di via Arena e fa pendant con il dipinto Tentativo di trafugamento del corpo di sant'Alessandro , è il solo a presentare la firma e la datazione: «CARLO CERESA F. MDCXXXIX».

## Storia e Descrizione
I due dipinti sono posti sulla pareti laterali della cappella dedicata al culto del santo patrono di Bergamo, come era d'uso negli anni Trenta del Seicento, cappella dove è collocato come pala d'altare, il grande dipinto Sant'Alessandro a cavallo con il vessillo della legione di Tebe di Fabio Ronzelli del 1629 circa, le due tele furono realizzate il decennio successivo. 
Le due opere sono descritte sia da Maironi da Ponte che dal Pasta a conferma che hanno mantenuto la loro posizione originale..
Le tele raffigurano eventi che seguono il martirio del santo, morto per decollazione, fatti descritti sia nell'antico Breviario che negli scritti di fra Celestino di Bergamo, e vogliono testimoniare la santità del soldato evidenziata dai fatti avvenuti subito dopo la sua morte. La cappella doveva essere una importante raffigurazione storica del martirio e la pala centrale raffigurava santa Grata che accoglieva il capo reciso del santo alla presenza di un re lavoro del Ronzelli, questa fu poi sostituita sempre con un dipinto del Ronzelli.
La tela raffigura il cadavere acefalo del martire che indossa gli abiti da soldato della legione di Tebe, posto su di un tavolo mentre viene avvolto in un bianco lenzuolo;  il capo reciso viene accolto in un telo dal vescovo di Bergamo e lo porge a un re genuflesso posto di fronte a lui. La tela si sviluppa su due ordini, in quello inferiore il re avvolto in un mantello dal cromatismo squillante dei rossi e dei gialli, mentre la parte superiore rappresenta il vescovo e i prelati posti come in processione con le fiaccole accese, ha la luce dei bianchi delle cotte, del lenzuolo. La raffigurazione dei volti riporta a lavori del Cerano, mentre altri si presentano appena abbozzati. Il re raffigurato è sicuramente san Lupo marito di santa Adleide e padre di santa Grata di Bergamo, nobile bergamasco forse con il titolo longobardo di duca e raffigurato con la corona e lo scettro.
Gli spazi ristretti della tela hanno obbligato l'artista ad adottare una narrazione manieristica, che nella narrazione un poco fiabesca degli eventi, che con la fiaccolata dei chierici, il re e la corte, danno all'opera un'aria venezianeggiante.
La storica Mina Gregori inserisce i due dipinti in un'ottica milanese: «due guaste storie di S. Alessandro […] sono affidate a uno schena a due piani di origine ancora morazzonesca e alla sapienza narrativa manzoniana dei milenesi. Il chierico di schiena è un citazione da Daniele» mentre il Ruggeri ritiene i due dipinti sicuri lavori del Ceresa ma che sono difficilmente inseribili ne percorso artistico dell'artista.